# Gurubira violaceomaculatus
Gurubira violaceomaculatus är en skalbaggsart som först beskrevs av Pierre Émile Gounelle 1911.  Gurubira violaceomaculatus ingår i släktet Gurubira och familjen långhorningar.
Artens utbredningsområde är Uruguay. Inga underarter finns listade i Catalogue of Life.